# チャック・アダムソン
チャック・アダムソン（Chuck Fredrick Adamson,1936年-2008年）はイリノイ州シカゴ出身の元警察官、脚本家、プロデューサー、俳優。ニックネームは「チャーリー」「チャッキー」。映画「ヒート」でアル・パチーノが演じるヴィンセント・ハナ刑事のモデルとなったことで知られる。

## 略歴
1936年イリノイ州シカゴ生まれ。1958年からシカゴ市警察に勤務、1960年代にC.I.U.(シカゴ警察犯罪情報分析部門)に所属し、連続強盗犯ニール・マッコーリーの捜査を指揮した。
1974年に依願退職し、40歳の頃に作家、脚本家に転向した。1981年の「ザ・クラッカー/真夜中のアウトロー」で脚本を書くと同時に、警察での経験を生かし犯罪に関するアドバイザーとして協力した。原作の”The Home Invaders”を書いたフランク・ホヒマーは、アダムソンが逮捕した元宝石泥棒であった。
またシカゴのロケ地探しの案内役として、アダムソンは友人である現役警察官のデニス・ファリーナを監督のマイケル・マンに紹介した。この出会いがきっかけでファリーナも映画界に転向しマン作品の常連俳優となった。
マイケル・マンとは親友になり「特捜刑事マイアミ・バイス」(脚本)、「クライム・ストーリー」(共同プロデューサー)に参加した。またC.I.U.時代に関わった強盗犯ニール・マッコーリーの話しを聞いたマンは衝撃を受け、それを基に「メイド・イン・L.A.」(1989)とそのリメイク版「ヒート」(1995)が生まれた。主人公の刑事とマッコーリーがコーヒーを飲みながら会話するシーンはアダムソンの実体験に基づいたものである。
2008年2月オレゴン州ローズバーグで肺がんで死去した。翌年に公開された「パブリック・エネミーズ」に "In memory of Chuck Adamson"と彼の名が残されている。

## 逸話
- C.I.U.の指揮官でアダムソンの直属の上司だったウィリアム・ハンハードは、1960年代頃から20年以上にわたって連続強盗の手引きをし賄賂を受け取っていた。

当時最先端のセキュリティシステムを難なく回避して店舗や豪邸に侵入していることから内通者の存在が疑われており、ハンハードがマフィアに情報を与えていたことが発覚。被害額は数千万ドル、その謝礼として定期的に数万ドルの現金と、2年おきに高級車の新車を受け取っていた。有罪となったハンハードは2000年～2012年の12年間を服役した。2017年、88歳で死亡した。
- この事件をヒントにアダムソンは”The Home Invaders”（ザ・クラッカー/真夜中のアウトロー」の原作）にさらに脚色を加え、その脚本は「特捜刑事マイアミ・バイス」のＳ1・19話「暴行！人妻をおそう恐怖の侵入者」“The Home Invaders” で使用された。

- ハンハードは服役する前の1987年にマイケル・マンが製作した「クライム・ストーリー」シーズン1・第5話でマフィアの殺し屋の役でゲスト出演したことがある[2]。

## フィルモグラフィ
| 製作年    | 邦題 原題                                              | 役名                          | 備考                             |
| --------- | ------------------------------------------------------ | ----------------------------- | -------------------------------- |
| 1981      | ザ・クラッカー/真夜中のアウトロー The Thief            | アンセル                      | 脚本、技術アドバイザー 出演      |
| 1984      | ビバリーヒルズ・コップ Beverly Hills Cop               | 倉庫で木箱を運ぶ男            | 出演 技術アドバイザー            |
| 1984-1986 | 特捜刑事マイアミ・バイス Miami Vice                    |                               | テレビシリーズ 5エピソードの脚本 |
| 1986      | クライム・ストーリー Crime Story                       | ニック・アイエロ シュガーマン | プロデューサー 2エピソードに出演 |
| 1989      | メイド・イン・L.A. L.A. Takedown                       |                               | 原案                             |
| 1992      | 犯罪最前線トップ・コップス Top Cops                    | 本人                          | ドキュメンタリー                 |
| 1992      | リバー・ランズ・スルー・イット A River Runs Through It | ハリー                        |                                  |
| 1994      | ザ・スタンド The Stand                                 | バリー・ドルガン              | テレビシリーズ 4エピソードに出演 |
| 1994      | クイズ・ショウ Quiz Show                               | マック                        |                                  |
| 1995      | ヒート Heat                                            |                               | 原案 技術アドバイザー            |